# Славяни (село)
Славя̀ни е село в Северна България. То се намира в община Ловеч, област Ловеч.

## География
Село Славяни се намира в умерения земен пояс,но се отличава с осезаеми далечни топли средиземноморски влияния и по тази причина в пределите на селото вече са засадени и успешно виреят достолепните средиземнорски дървета като Средиземноморски кипарис( Cupressus Sempervirens) и средиземноморски борове като Алепски бор (Pinus halepensis) , средиземнорски чадъровиден бор(Pinus Pinea), както и средиземнорски храстовидни растения като Лавандула(Lavandula angustifolia).Розмарин(Salvia rosmarinus),Мащерка(Thymus) и Сантолина( Santolina chamaecyparissus). Първоначално са били две села: Сотево (долното село) и Залково (горното село). След раждането на цар Симеон Втори селото се обединява и приема името Симеоново. Впоследствие се преименува на Славяни.

## Население
Численост и дял на етническите групи според преброяването на населението през 2011 г.:
|                     | Численост | Дял (в %) |
| Общо                | 789       | 100,00    |
| Българи             | 679       | 86,05     |
| Турци               | 60        | 7,60      |
| Цигани              | 4         | 0,50      |
| Други               | 0         | 0,00      |
| Не се самоопределят | 0         | 0,00      |
| Неотговорили        | 45        | 5,70      |

## Културни и природни забележителности
Природното разположение на Славяни е изключително българско изглеждащо, приятно, равнинно и хълмисто.